# I ragazzi del Pireo
I ragazzi del Pireo, in lingua greca Ta pediá tou Pireá (Τα παιδιά του Πειραιά), è una canzone scritta dal compositore greco Manos Hatzidakis per il film Mai di domenica, dove è stata cantata per la prima volta dall'attrice Melina Merkouri. Nel 1961 ha ottenuto l'Oscar alla migliore canzone. La canzone ha ottenuto un successo internazionale ed è stata successivamente interpretata da numerosi artisti in molte lingue.

## Interpretazioni
- In greco (titolo Τα Παιδιά του Πειραιά) cantata originalmente da Melina Merkouri. Tra le interpretazioni successive più note, figurano quella di Nana Mouskouri e quella di Pink Martini. Dalida ne interpreterà, poi, una versione live a cappella.
- In inglese (titolo Never on Sunday) cantata da Connie Francis e Petula Clark
- In francese (titolo Les enfants du Pirée) cantata da Dalida, Melina Merkouri, Gloria Lasso e Darío Moreno.
- In italiano (titolo Uno a te, uno a me) cantata da Dalida, Milva, Katyna Ranieri e Nilla Pizzi
- In spagnolo (titolo Los niños del Pireo) cantata da Dalida e José Vélez
- In portoghese (titolo As crianças do Pireu) cantata da Paula Ribas
- In tedesco (titolo Ein Schiff wird kommen) cantata da Dalida, Nana Mouskouri, Melina Merkouri e Lale Andersen
- In olandese (titolo Nooit op zondag) cantata da Mieke Telkamp
- In polacco (titolo Dzieci Pireusu) cantata da Maria Koterbska e dal duo di attori Hanna Śleszyńska e Jacek Wójcicki
- In ceco (titolo Děti z Pirea, 1962) cantata da Milan Chladil e Yvetta Simonová
- In serbo (titolo Деца Пиреја, Deza Pureia) cantata da Lola Novaković e Ljiljana Petrović
- In croato (titolo Nikad nedjeljom) cantata da Ksenia Prohaska
- In sloveno (titolo Otroci Pireja) cantata da Helena Blagne
- In finlandese (titolo Ei koskaan sunnuntaisin) cantata da Four Cats, Vieno Kekkonen e Kaarina Heikkinen.

## Rifacimenti
- Los Umbrellos, un gruppo musicale danese, nel 1998 ha usato il brano come base musicale del proprio singolo No tengo dinero.